# Гласиначка култура
Гласиначка група је најизразитија група старијег касног бронзаног доба и старијег гвозденог доба на Балкану. Распростирала се у источној Босни, западној и централној Србији, северним деловима Црне Горе, већем делу данашње Албаније, Косова а значајно је утицала на суседне области. Назив је добила по висоравни Гласинац која се налази у Босни и Албанији. Основне карактеристике ове културне групе су тумули, груписани око градина са остацима сухозида, чинећи некрополе. Најстарији припадају ранобронзаном добу. Међутим тумули из халштатског периода, сматрају се гласиначком културном групом, будући да су најбројнији и најбогатији. Гвоздене секире и друго оружје су типични предмети пронађени у тумулима свих подгрупа.
Истраживања су започета на Гласинцу 1880. године, након случајног проналаска хумке свештеника из гвозденог доба, да би каснијих година било ископано укупно 1.234 хумке у којима је било 1.000 тумула, са укупно 3.000 до 5.000 налаза.
Керамика из тог периода је била украшена геометријским шарама и није било варијација све до касног гвозденог доба.

## Археолошка истраживања и датовање
Прва систематска истраживања рађена су још 1880, Периодизација:
- Гласинац I рано бронзано доба пред илирски период
- Гласинац II средње бронзано доба прото илирски период 1450 — 1300. п. н. е.
- Гласинац III позно бронзано доба рано илирски период 1300 — 800. п. н. е.
- Гласинац IV халштат 800 — 500. п. н. е.
- Гласинац V латен 500 — 200. п. н. е.

Хронологија из лексикона:
Гласинац I 1800 — 1500. п. н. е.
Гласинац IIа, IIб 1500 — 1300. п. н. е. Гласинац IIIа,IIIб, IIIц 1300 — 800. п. н. е.

## Бронзано доба
Рано бронзано доба везују се малобројна градинска насеља (Градац, Градина). Јављају се хумке са инхумираним покојницима. Од покретног материјала карактеритични су: керамика, бронзани бодежи, камене бојне секире. Приметан је утицај цетинске културе и културе Белотић Бела Црква.
Из средњег бронзаног доба имамо налаз двадесетак тумула углавном са скелетним остацима, прилози су бронзани украсни предмети, игле, привесци, гривне са мотивом рибљег мехура.
Позно бронзано доба се издваја као посебна култура. Јављају се градинска насеља, сахрањивање је под хумкама (најчешће скелетно). Од прилога се јављају бронзани украси предмети, виолинасте фибуле, игле са топузастом главом. Керамика је ретка.

## Гвоздено доба
Током гвозденог доба (период од 800. до 300. п. н. е.) Гласиначка култура развоја је подељена на 6 фаза. 
Јавља се номадско сточарство, претпоставља се да осим тога економику чине и ратни походи, пасивна трговина, развијена обрада метала. 
Насеља су градинска. 

### Некрополе
На Гласинцу истражено више од 1000 хумки. Сахрањивање је скелетно под тумулима, за разлику од средње Европе где су карактеристични равни гробови. Од гробних прилога јављају се накит, секире, копља, мачеви, ножеви, шлемови, делови оклопа, кнемиде, штитови, керамика и коњска опрема.  Нађени су и кнежевски гробови (Илијак, Брезје, Осово, Арарева громила).
Нађен је бронзани накит, једнопетљасте и двопетљасте фибуле, наочарасте фибуле, округле пјасне плоче, чунасте фибуле, наруквице од бронзаног лима украшене искуцаним орнаментом, привесци и игле. 
Оружје:
- двосекли мачеви гласинац типа,
- бојне секире,
- копља,
- једносекли криви мачеви,
- кнемиде,
- шлемови грчко илирског типа,
- камена жезла са бронзаним дршкама.

Од керамичких предмета откривене су шоље, пехари, са једном или две дршке и зделе.
Сматра се да су носиоци гласиначке културе били илирско племе Аутаријати, а да се читав културни комплекс може везати за Илире и њихов долазак на Балканско полуострво.